# Pound-Rebka-Experiment
Im Pound-Rebka-Experiment wies Robert Pound 1960 zusammen mit seinem Assistenten Glen Rebka die gravitative Spektralverschiebung von Gamma-Strahlung im Gravitationsfeld der Erde nach. Zuvor hatten beide 1959 das Experiment vorgeschlagen. Das Experiment verwendet den Mößbauer-Effekt, der eine exakte Frequenzmessung ermöglicht, und wurde im Jefferson-Turm an der Harvard University durchgeführt. Siehe auch Tests der allgemeinen Relativitätstheorie.

## Physikalische Grundlagen

### Gravitation
Einstein zeigte 1911, dass aus der Energieerhaltung schon durch eine klassische Betrachtung folgt, dass Photonen im Schwerefeld genauso beeinflusst werden wie massive Teilchen. Sein Gedankenexperiment beschreibt einen Kreisprozess mit einem Teilchen, das im freien Fall um die Strecke {\displaystyle h} die kinetische Energie {\displaystyle E_{\mathrm {kin} }=mgh} gewinnt und am Erdboden durch Annihilation ein Photon aussendet. Die Gesamtenergie {\displaystyle E_{\mathrm {unten} }=mc^{2}+mgh} aus Ruheenergie {\displaystyle E=mc^{2}} und kinetischer Energie des Teilchens geht auf das hypothetische Photon über, das im Gedankenexperiment zum Ausgangspunkt des fallenden Teilchens zurück fliegt. Wenn das Photon oben ankommt und nicht von der Gravitation beeinflusst würde, hätte es dort immer noch die volle Teilchenenergie {\displaystyle E_{\mathrm {unten} }=mc^{2}+mgh}. Es könnte nun unter Verbrauch der Ruheenergie {\displaystyle mc^{2}} zur erneuten Erzeugung eines gleichen Teilchens genutzt werden. Der Energieüberschuss von {\displaystyle mgh} würde dann unter Verletzung der Energieerhaltung als neu erzeugte Energie frei. Nur, wenn das Photon auf dem Weg nach oben Energie verliert, ist die Energieerhaltung gewährleistet.
Bei Energieerhaltung muss für die Energie des Photons unten bzw. oben also {\displaystyle E_{\text{Photon, unten}}=mc^{2}+mgh} und {\displaystyle E_{\text{Photon, oben}}=mc^{2}} gelten. In den Größen des Photons folgt daraus {\textstyle E_{\text{Photon, unten}}=\left(1+{\frac {gh}{c^{2}}}\right)E_{\text{Photon, oben}}} bzw. in der Frequenz {\textstyle {\frac {\Delta f}{f}}={\frac {gh}{c^{2}}}}.
Diese halb-klassische Überlegung ergibt für eine Höhendifferenz von 22,56 Metern wie im Pound-Rebka-Experiment eine Frequenzverschiebung von {\displaystyle \Delta f/f=2{,}46\cdot 10^{-15}}.

### Messung und Aufbau
Die Energieänderung des Photons auf seinem Weg durch das Gravitationsfeld zeigt sich in einer Frequenzänderung. Die verwendete Gammastrahlung hat eine sehr geringe Linienbreite, wodurch sich die Frequenzänderung deutlich zeigt. Um die Veränderung zwischen Quelle und Absorber zu messen, wählten Pound und Rebka die resonante Absorption der Strahlung, die die gleiche Linienbreite wie die Emission haben muss. So ist der Absorber je nach verwendetem Atomkern nur für einen eigenen sehr engen Frequenzbereich empfindlich. Im Fall des Mößbauereffekts, also der rückstoßfreien Emission und Absorption, sind diese Bereiche für Emitter und Absorber gleich. Daraus folgt also: Wenn sich die Frequenz der Strahlung auf dem Weg ändert, zeigt sich in einem System von relativ zueinander ruhendem Emitter und Resonanzabsorber keine Absorption. Da sich allerdings die Atome aufgrund ihrer thermischen Energie bewegen, sind die aussendenden und empfangenden Atome nicht in Ruhe zueinander. Diesen Effekt der thermischen Dopplerverbreiterung verringert man durch starke Kühlung, die auch den Nachweis des Mößbauereffekts erleichtert. Bewegt man nun die Quelle oder den Absorber mit einer bestimmten Geschwindigkeit relativ zum anderen, kann man durch den Dopplereffekt eine frequenzabhängige Absorption messen. Im Fall des Pound-Rebka-Experiments wurde die Quelle auf einer Hydraulikplatte montiert und damit genau in Position gebracht. Zwischen der Hydraulik und der Quelle wurden während des Versuchs verschiedene elektroakustische Wandler verwendet, um die Quelle in sinusförmige Auf-und-Abbewegung zu versetzen. Aus dem Zeitpunkt innerhalb dieses Bewegungszyklus und damit aus der momentanen Geschwindigkeit der Quelle, bei der die Absorption auftritt, kann man folgern, um wie viel sich die Frequenz des Photons geändert hat.
Quelle und Absorber wurden in diesem Experiment in einem vertikalen Abstand von 74 Fuß, also ungefähr 22,56 m, montiert. Während der Versuchsdurchführung wurden die Positionen mehrfach getauscht, um mit der Differenz der Frequenzverschiebung für den Flug des Photons nach oben oder nach unten den Einfluss der Schwerkraft nachzuweisen. Im Zwischenraum befand sich Helium statt Luft, um die Streuung der Gammastrahlung zu verringern.

## Durchführung und Ergebnisse
Verwendet wurde die Gammastrahlung der Energie 14,4 keV, die nach dem Betazerfall von Co-57 aus dem Tochterkern Fe-57 emittiert wird und eine natürliche Linienbreite von relativ {\displaystyle \Delta f/f\approx 3\cdot 10^{-13}} hat. Die Strahlenquelle war ein Co-57-Präparat, der Absorber eine Folie aus auf 32 % Fe-57 angereichertem Eisen.
Bei der Erstveröffentlichung der Ergebnisse  im April 1960 lagen Ergebnisse von zehn Messtagen vor. An den ersten zwei Tagen war die Quelle am Boden aufgebaut und die gemessene Frequenzänderung der Photonen während des Flugs betrug in den 6 durchgeführten Messungen nach Berücksichtigung der Temperaturdifferenz im Mittel {\displaystyle \Delta f/f=-19{,}7\cdot 10^{-15}}, entsprechend 7 % der Linienbreite. Darauf folgend wurde an zwei Tagen mit der Quelle am oberen Ende des Aufbaus gemessen; die Frequenzänderung in den 8 durchgeführten Messungen betrug im Mittel {\displaystyle \Delta f/f=-15{,}5\cdot 10^{-15}}.
Beim Flug nach oben ist wie zuvor beschrieben ein Energieverlust, also eine Rotverschiebung, zu erwarten, nach unten eine Blauverschiebung. In den Messergebnissen stecken ein gravitativer Anteil und verschiedene festkörperphysikalische Effekte {\displaystyle \Delta f=\Delta f_{\mathrm {grav} }+\Delta f_{\mathrm {fest} }}. Im Fall der Rotverschiebung gilt {\displaystyle \Delta f_{\mathrm {grav} }<0} und für die Blauverschiebung {\displaystyle \Delta f_{\mathrm {grav} }>0}. Die Differenz der Verschiebungen für die beiden unterschiedlichen Richtungen ergibt also den doppelten Effekt, der für die einfache Strecke zu erwarten wäre. Das Messergebnis entspricht dann einem reinen Rotverschiebungsexperiment mit 45 m Steighöhe oder einem Blauverschiebungsexperiment mit 45 m Fallhöhe.
Die festkörperphysikalischen Einflüsse {\displaystyle \Delta f_{\mathrm {fest} }} auf die Frequenzverschiebung beruhen u. a. auf chemisch bedingten Unterschieden in der Elektronendichte am Kernort zwischen Quelle und Absorber, aber auch auf einer etwaigen Temperaturdifferenz. Letzteres wird durch die relativistische Dopplerverschiebung aufgrund unterschiedlich heftiger thermischer Bewegungen erklärt und erfordert bei der Auswertung eine Korrektur der Rohdaten.
Für die ersten vier der zehn Messtage ergab sich eine betragsmäßige Differenz von {\displaystyle (4{,}2\pm 1{,}1)\cdot 10^{-15}} in Übereinstimmung mit der Vorhersage von {\displaystyle 4{,}92\cdot 10^{-15}}. Im weiteren Verlauf konnte die Genauigkeit durch die größere Stichprobe verbessert werden. Das veröffentlichte Ergebnis nach abgeschlossener Messung war {\displaystyle \Delta f_{\mathrm {grav} }=(-5{,}13\pm 0{,}51)\cdot 10^{-15}} (gemäß der von den Autoren verwendeten Vorzeichenkonvention für die Differenz) und bestätigt damit die Vorhersage mit einer Genauigkeit von 10 %. Nachfolgende Messungen durch Pound und Snider 1965 sowie durch Snider 1969 und 1972 verbesserten die Messgenauigkeit auf 1,006 ±0,061 relativ zur Voraussage Albert Einsteins.